# オーストラリアヒレトガリザメ
オーストラリアヒレトガリザメ Hemigaleus australiensis はヒレトガリザメ科に属するサメの一種。オーストラリア北部の浅海に分布する稀種。全長1.1m程度で体は細く、鎌型の鰭を持つ。口と歯はタコを捕食するために特化している。同属のヒレトガリザメとは、背鰭と尾鰭の先端が黒いこと、下顎の歯が多いことで区別できる。
ほぼタコのみを食べる。胎生。繁殖力はヒレトガリザメと比べても強く、平均8匹の仔魚を年2回産む。IUCNは保全状況を軽度懸念としている。

## 分類
かつてはヒレトガリザメと同種だとみなされており、1983年に初めて、John Stevens と Glen Cuthbert によって別種の可能性があると発表された。2005年、William White、Peter Last、レオナルド・コンパーニョによって、科学誌Zootaxa において正式に記載された。種小名 australiensis は分布域に由来する。タイプ標本はジェラルトン (西オーストラリア州)の深度41mで捕獲された92cmの成体雄である。

## 形態
1.1mに達する。体は細く紡錘形で、頭部はやや長く、吻端は丸く太い。眼は楕円形で大きく、瞬膜を備え、瞼の後縁には欠刻がある。小さな噴水孔が眼の上後方にある。鼻孔は大きく、かなり長い三角形の前鼻弁がある。口は短く弧を描き、口角の唇褶は明瞭である。歯列は上顎で28-30、下顎で46-52。下顎歯列はヒレトガリザメより明瞭に多い。口を閉じると歯は隠れる。上顎歯は幅広くて傾き、後縁にのみ鋸歯がある。下顎歯は細くて直立し、縁は滑らかである。鰓裂は5対でかなり短い。
全ての鰭、特に胸鰭は鎌形である。第一背鰭は中程度の大きさで、胸鰭の先端上方から起始する。第二背鰭は第一の2/3くらいの高さで、第一との間に走る隆起線はない。腹鰭は幅広く、臀鰭よりわずかに大きい。臀鰭は第二背鰭より少し後ろに位置し、後縁には強い欠刻がある。尾柄の背面には、尾鰭の起始点に半月形の凹窩がある。尾鰭下葉はよく発達し、長い上葉の先端付近には欠刻がある。第二背鰭の下で、側線が明瞭に下へとカーブする。皮膚は細かく密に重なり合った皮歯に覆われる。各皮歯は、後縁の鋸歯へと続く5列の隆起線を持つ。背面は灰白色から青銅色。尾鰭上葉の先端に加え、ヒレトガリザメと異なり第二背鰭の先端も黒いが大型個体では不明瞭となることがある。腹面は白い。第一背鰭の後縁も多少白くなる。

## 分布
オーストラリア北部、ジェラルトン (西オーストラリア州)からニューサウスウェールズ州のBrunswick Headsまで分布する。パプアニューギニアからも記録があるが、これは正式に確認されていない。目撃例は比較的少ない。大陸棚上の海底付近に生息し、沿岸近くから水深170mまでで見られる。幼体と亜成体は一般的に海草の生える砂地で見られるが、成体はサンゴ礁周辺へと移動する。

## 生態

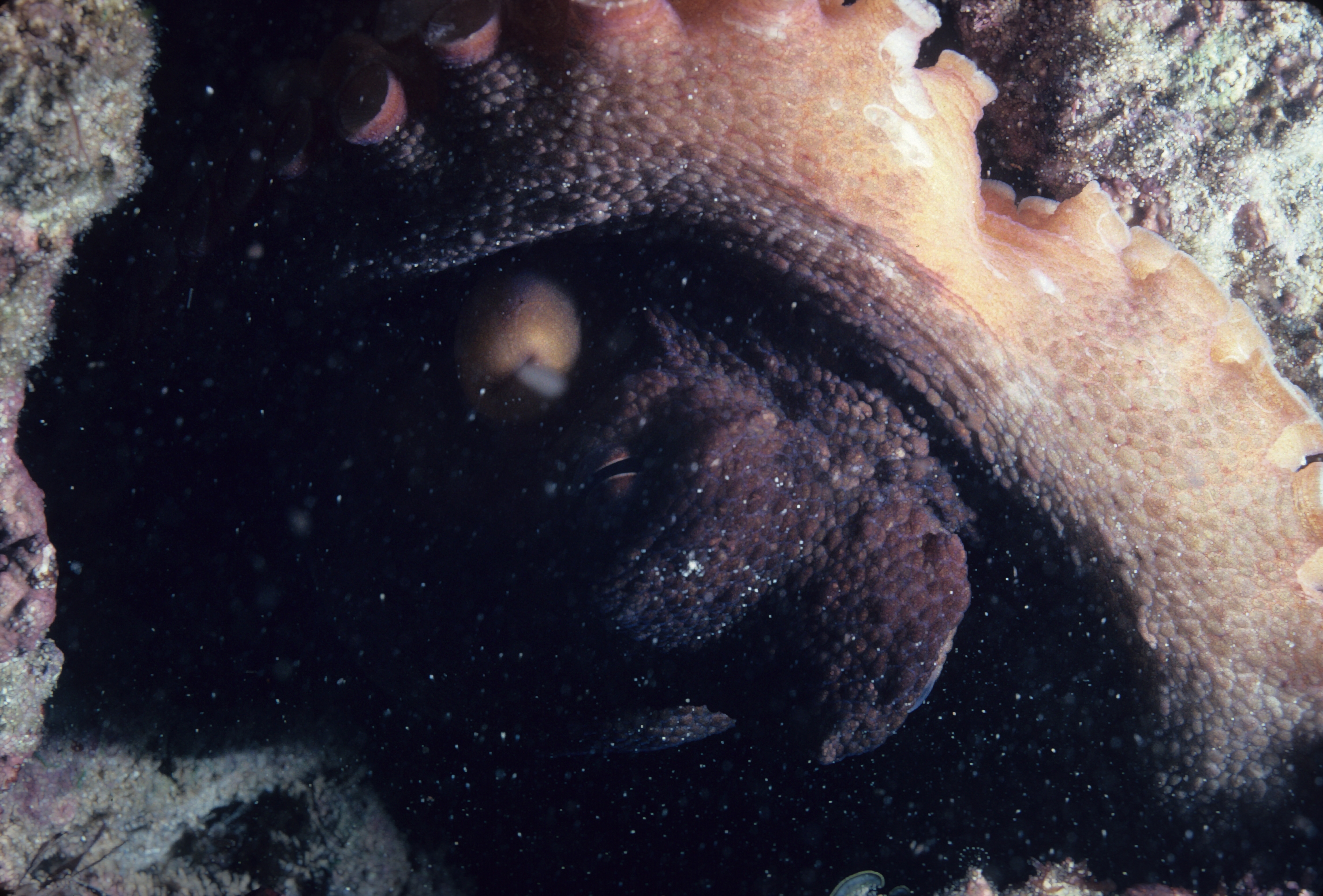
主にタコを食べる。

主にタコ（Callistoctopus 属など）を、丸呑みするか、腕を先に外すかして食べる。成長とともに餌に占めるタコの割合は増していき、90cmを超えた個体はほぼタコしか食べなくなる。成体がサンゴ礁域に移動することも合わせると、幼体と成体で餌が競合することを防いでいると考えられる。特に小型個体は、ダンゴイカ目のイカも捕食する。稀に他の頭足類・オキナワアナジャコ科・カニ・棘皮動物なども捕食することがある。おそらく薄明薄暮性で海底の獲物を狙うが、獲物があれば中層に泳ぎ出し、季節的に群れを作るヤリイカ科のイカ Uroteuthis etheridgei などを狙うこともある。寄生虫として条虫の Nybelinia mehlhorni・Paraorygmatobothrium kirstenae・Paraorygmatobothrium taylori、カイアシ類のPerissopus dentatus ・Pseudopandarus australisが知られている。
近縁種と同じように胎生で、母体が形成する胎盤から胎児に栄養が与えられる。成熟雌は機能する卵巣を1つ、子宮を2つ持つ。妊娠期間は6ヶ月、年2回、2月と9月近辺に繁殖する。産仔数は1-19（平均8）で、ヒレトガリザメよりかなり多い。胎児はおよそ13cmで外鰓を失い、23cmで体が着色、30cmで出生する。雄は60cm、雌は65cm程度で性成熟する。

## 人との関わり
人には危害を加えない。オーストラリア北部で営まれるクルマエビ・魚類などの底引き網で混獲される。少数が刺し網・延縄にかかることもある。繁殖力は比較的高く漁業の影響も少ないと見られることから、IUCNは保全状況を軽度懸念と評価している。